# Інджян Хорен Симонович
Хорен Симонович Інджян (вірм. Խորեն Ինջյան, англ. Khoren Indjian; 11 липня 1957, Єреван, Вірменська РСР — 11 вересня 2024) — радянський боксер, чемпіон СРСР у важкій вазі (1979), бронзовий призер чемпіонату Європи у важкій вазі (1979). Майстер спорту СРСР міжнародного класу (1979).

## Біографія
Хорен Інджян (Інджеян) народився 11 липня 1957 року в Єревані. Почав займатися боксом у віці 16 років під керівництвом Левона Оганесяна. У 1976 році став чемпіоном СРСР і чемпіоном Європи серед молоді (до 20 років). По ходу молодіжного чемпіонату Європи, що проходив в Ізмірі (Туреччина), здобув 4 дострокові перемоги над суперниками з ФРН, Франції, Югославії та НДР. 
Найбільш вагомих успіхів у своїй спортивній кар'єрі домагався в 1979 році. У травні цього року був включений до складу збірної СРСР на чемпіонаті Європи в Кельні, де дійшовши до півфіналу став бронзовим призером. Влітку виграв чемпіонат СРСР і золоту медаль VII Спартакіади народів СРСР, в рамках якої він проводився. У жовтні взяв участь у першому розіграші Кубка світу в Нью-Йорку і дійшов до фіналу цих змагань, де поступився відомому американському боксеру Тоні Таббсу. 
У 1983 році завершив кар'єру в аматорському боксі. З 1990 року жив в Лос-Анджелесі (США). У 1995-1997 роках виступав на професійному ринзі. Надалі зайнявся підприємницькою діяльністю.